# Tyresövägen

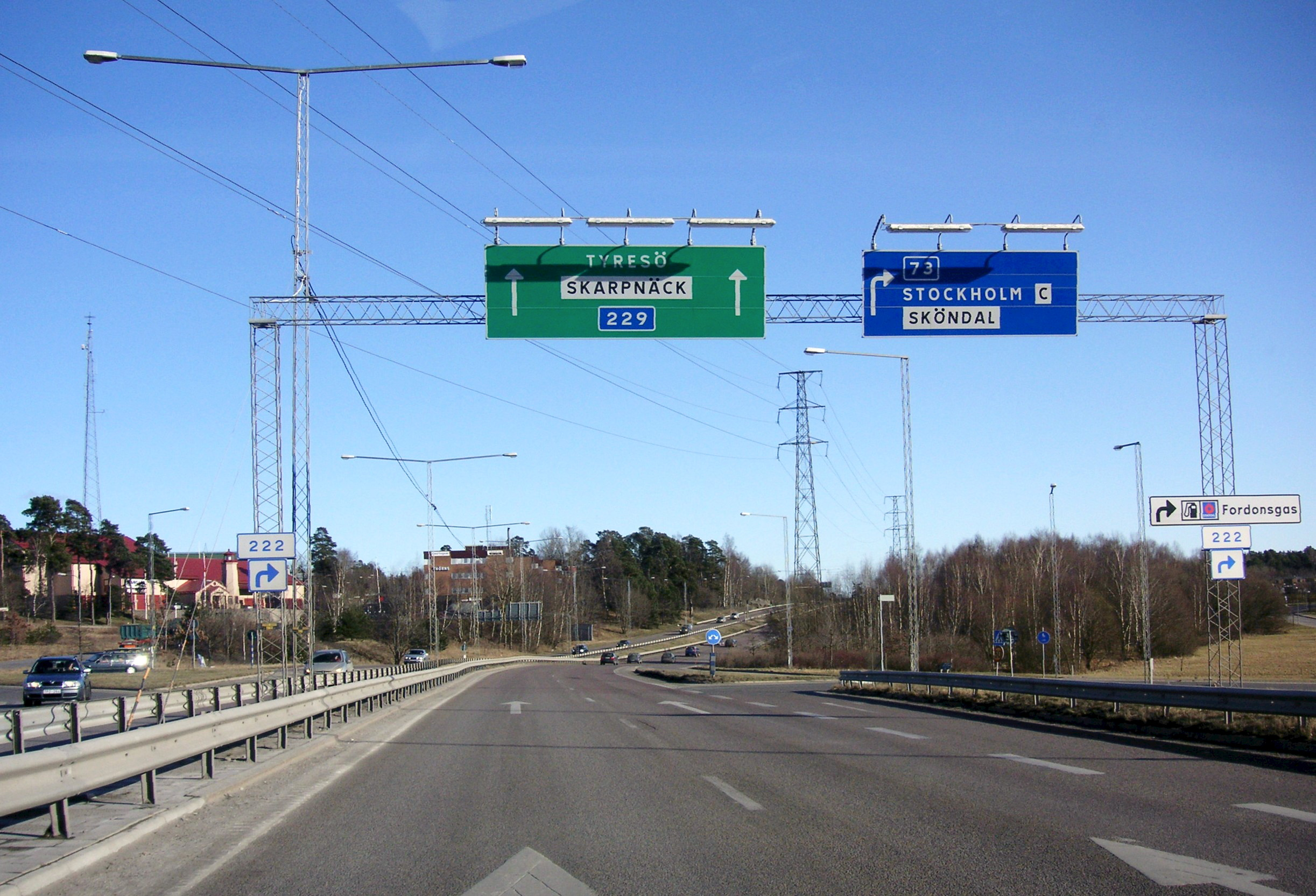
Tyresövägen genom Sköndal, mot öster.

Tyresövägen utgör den östra delen av länsväg 229 och går mellan Nynäsvägen och avfarten till Tyresö slott. Vägen går igenom stadsdelsområdena Farsta och Skarpnäck i Stockholms kommun och vidare igenom Nacka kommun (Älta) fram till Tyresö kommun.

## Historik

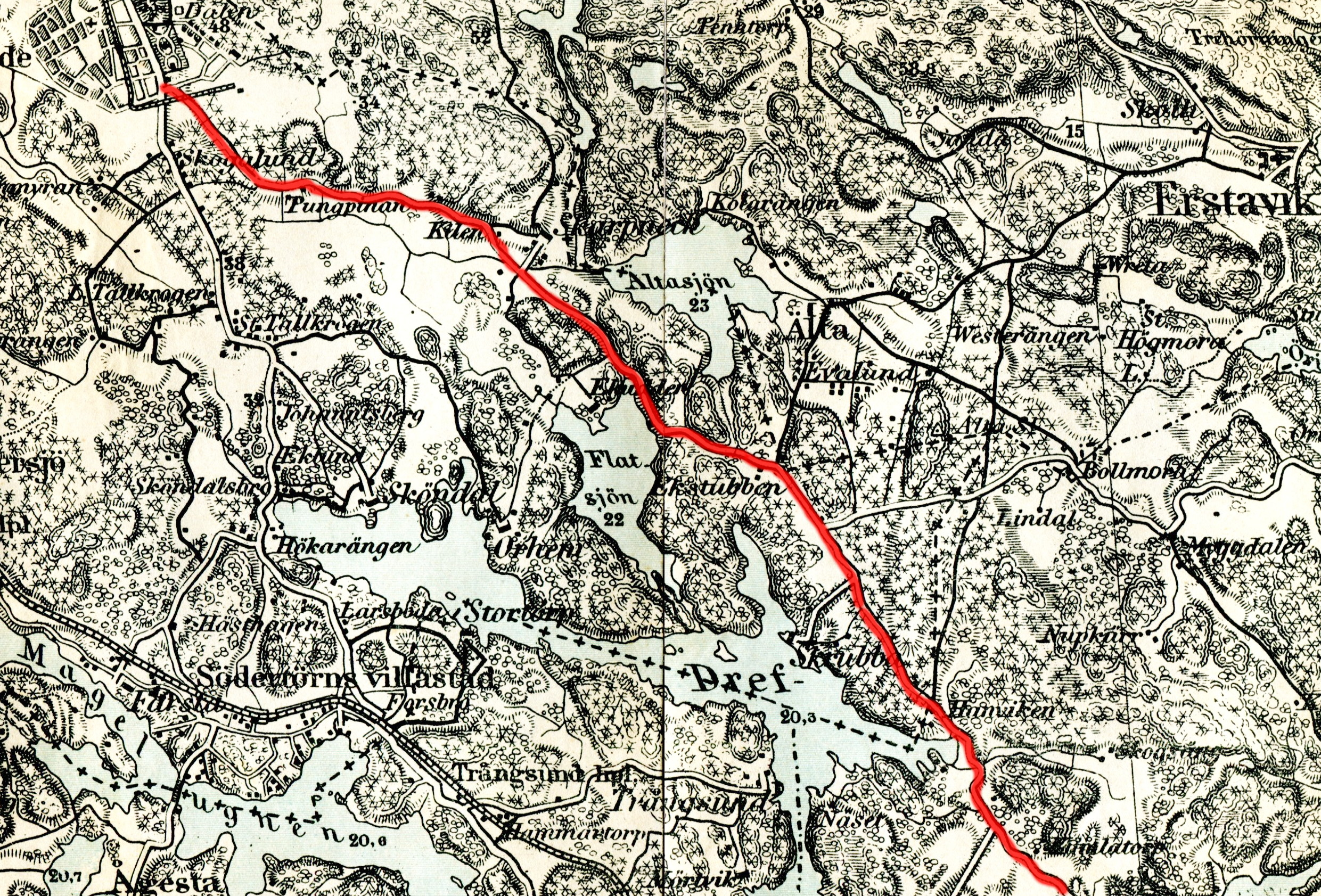
Landsvägen Enskede−Tyresö, 1877.

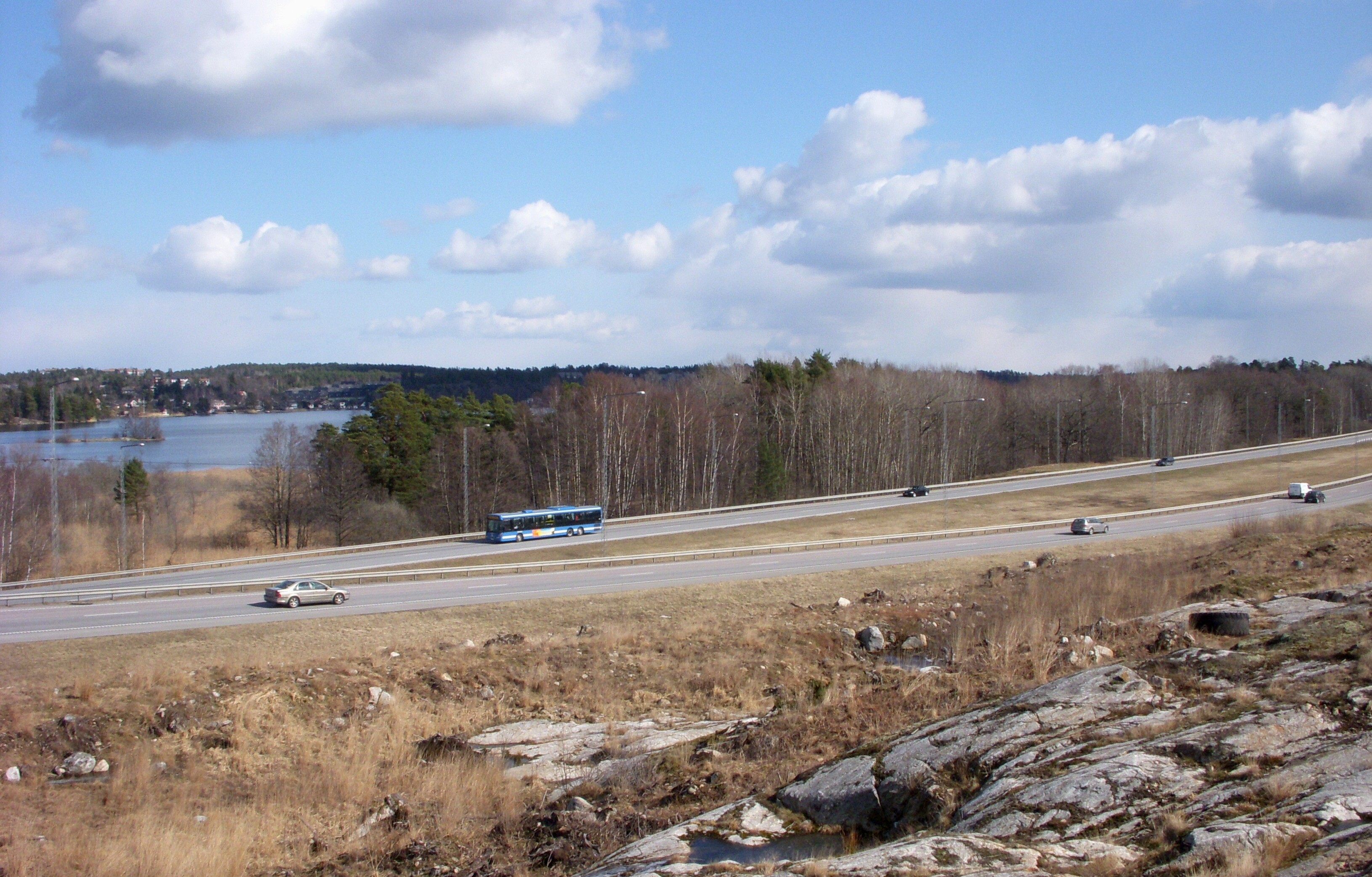
Här, i höjd med Ältasjön, skulle Skarpnäcksleden kopplas till Tyresövägen.

Vägen anlades redan på medeltiden och gick då från Tyresö slott till Dalarövägen (nuvarande Nynäsvägen). Anslutningen låg just väster om nuvarande Sandsborgskyrkogården vid Gamla Dalarövägen.

## Sträckningar
Sträckningen har under 1900-talet ändrats flera gånger: 
- Tidigt på 1910-talet anlades Gamla Tyresövägen (med namnet Tyresövägen) från Sofielundsvägen till dagens Skarpnäcksvägen. 1915 anlades Sockenvägen och från 1917 till 1920 anlades Skogskyrkogården. Den äldre vägsträckningen från Dalarövägen till Pungpinetorpet finns fortfarande kvar inom Skogskyrkogården som Kapellslingan - Ljusglimtsvägen - Vårhimmelsvägen.
- Omkring 1926 anlades en väg väster om Skarpnäcksfältet söder om Pungpinetorpet, numera benämnd Gamla Tyresövägen. Den gamla sträckningen från Pungpinetorpet via dagens Skarpnäcksvägen och Tätorpsvägen ersattes då med denna nya väg och vidare på Flatenvägen.
- 1934 ändrades sträckningen förbi Flaten från att ha gått alldeles invid sjön vid Flatenbadet till nuvarande Flatenvägen. Mindre delar av den gamla färdvägen förbi Flaten är fortfarande bevarade och nyttjas idag som promenadväg i Flatens naturreservat.
- 1966 öppnades motorvägsdelen genom Sköndal och ersatte den tidigare västra delen av vägen som blev dagens Gamla Tyresövägen
- 1969 Hela motorvägssträckan till Bollmora öppnades och ersatte den gamla vägen som gavs namnen Flatenvägen - Ältabergsvägen - Töresjövägen - Vintervägen.

## Ofullbordade planer
Enligt 1960 års trafikplan skulle Skarpnäcksleden bli en nord-sydlig förbindelselänk mellan Södra länken och Tyresövägen med en trafikplats strax väster om Ältasjön. Tyresövägen förbereddes för framtida koppling; öst- och västgående körbanorna är här delade av ett brett mittfält. 1991 skrinlades dessa planer.